# جایزه صلح نوبل ۲۰۰۹
در سال ۲۰۰۹، کمیته نروژی صلح نوبل به علت «تلاش فوق‌العاده برای تقویت دیپلماسی بین‌المللی و ترغیب به همکاری میان مردم» جایزه صلح نوبل سال را به باراک اوباما اهدا کرد. پیش از اوباما دو رئیس‌جمهور دیگر آمریکا این جایزه را در زمان ریاست جمهوری، دریافت کرده بودند ولی اوباما اولین رئیس‌جمهوری آمریکاست که دراولین سال ریاست جمهوری خود آن را دریافت کرده‌است. اهدای این جایزه باعث برانگیخته شدن واکنش‌های حمایتی و انتقادی از سوی رهبران جهان شد. اوباما مبلغ ۱٫۴ میلیون دلار، اهدایی بنیاد نوبل برای دریافت این جایزه را به خیریه اهداء خواهد کرد.
سی ان ان دلایل این انتخاب را اینگونه بیان می‌کند:۱-فرستادن جورج میچل به خاورمیانه و تلاش در جهت ایجاد صلح بین فلسطینیان و اسرائیل. ۲-فرستادن هیلاری کلینتون به روسیه در جهت توقف کمک به ایران که خواستار مسلح‌شدن احتمالی به سلاح اتمی می‌باشد. ۳-تغییر استراتژی جنگ آمریکا در افغانستان. ۴-وعده خروج نظامیان آمریکایی از عراق.

## اوباما جایزه خود را با آزادی خواهان تقسیم کرد
باراک اوباما در واکنش به خبر دریافت صلح نوبل سال ۲۰۰۹ گفت: "این جایزه باید با همه کسانی که برای دستیابی به عدالت و کرامت انسانی تلاش می‌کنند تقسیم شود... با زن جوانی که با وجود خطر کتک خوردن یا گلوله، با آرامش برای دست یابی به حق خود راهپیمائی می‌کند... با رهبری که چون حاضر نیست از تعهد خود به دموکراسی دست بردارد در خانه‌اش زندانی شده‌است.رادیو فرانسه در گزارشی اعلام کرد که صحبت از «زن جوان» اشاره‌ای به هیلاری کلینتون تعبیر شده، و «رهبر زندانی در خانه خود» را اشاره‌ای به آنگ سان سوکی، مخالف برمه‌ای دانسته‌اند.

## واکنش‌ها
- افغانستان - حامد کرزای اوباما را فردی مناسب برای دریافت جایزه عنوان کرد.ولی طالبان اهدای این جایزه به اوباما را محکوم کرد.[۶]
- ایالات متحده آمریکا - اعطای این جایزه موجب درگیری سیاسی احزاب دموکرات و جمهوریخواه شد. درحالی‌که مایکل استیل، رئیس‌جمهوریخواهان وی را برازنده این جایزه نمی‌دانست، نانسی پلوسی، رئیس مجلس نمایندگان جایزه را ارج‌گذاری به نقش رهبری‌کنندهٔ جهانی اوباما قلمداد کرد.[۷]

گرشام برت دیگر سیاستمدار جمهوری‌خواه آمریکایی نیز با انتقاد از تصمیم کمیته اهدای جوایز نوبل خاطرنشان کرد
نمی‌دانم دلیل این اقدام چه بوده‌است، آیا ناتوانی وی در ایجاد امنیت در افغانستان و خودداری‌اش از ایجاد سپر دفاع موشکی در اروپای شرقی دلیل آن بوده یا تنها رهاکردن آزادیخواهان هندوراس در برابر دولت کودتا، طرفداری‌اش از یک جناح در مناقشه خاورمیانه یا سیاستهایش در قبال ایران دلیل این امر بوده‌است.
- اسرائیل - شیمون پرز، رئیس‌جمهور اسرائیل، همچنین بنیامین نتانیاهو و ایهود باراک نیز با پیام‌های جداگانه‌ای انتخاب وی را شایسته و در جهت برقراری صلح جهانی دانستند.[۹]
- ایران - منوچهر متکی، وزیر امور خارجه اعطای جایزه به اوباما را زودهنگام و شتابزده دانست. وی گفته‌است:اگر این جایزه عامل تشویق کننده‌ای برای نفی عملی سیاست‌های جنگ طلبانه و یکجانبه‌گرایانه دولت‌های پیشین آمریکا و رویکردی مبنی بر صلح عادلانه باشد، مخالفتی با آن نداریم.[۱۰]
- سازمان ملل متحد- محمد البرادعی نیز این انتخاب را مایه خوشحالی و امید معرفی کرد.[۴]